# La Pau (metrostation)
La Pau is een metrostation van de metro van Barcelona en ligt in de buurt La Pau in het district Sant Martí in Barcelona.
Het station ligt onder de Carrer Guipúscoa en Carrer Ca n'Oliva en is in 1982 geopend. Dit station is een eindpunt van Lijn 4. De verlenging naar La Pau vanaf Selva de Mar is nog niet zo lang geleden gerealiseerd. In 1997 werd het station het noordelijke eindpunt van Lijn 2, wat voorheen station Sagrada Família was.
Na enige aanpassingen aan beide lijnen werd het station het noordoostelijke eindpunt van Lijn 4, die nu een grote uitbreiding krijgt naar het toekomstige TGV-station Sagrera.